# Hans Joachim Beyer
Pour les articles homonymes, voir Beyer.
Hans Joachim Beyer (né le 14 juin 1908, mort le 25 aout 1971 à Hambourg) est un professeur d'histoire, un théoricien national-socialiste et un officier SS-Hauptsturmführer.

## Biographie
Après son abitur il s'installe à Graz pour étudier le droit public, l'histoire et les sciences des peuples (Volkswissenschaften) à l'Université de Königsberg. Il s'inscrit dans l'Union des allemands de l'étranger et milite dans la mouvance Volksdeutsche en faisant partie d'organisations affiliées à la Hauptamt Volksdeutsche Mittelstelle. Il écrit des articles pour le journal Die Tat. Il entre en 1935 dans la SS puis entre en 1936 au SD à Stuttgart.
En 1940 année de son adhésion au parti nazi il rédige une thèse sur le métissage racial et biologique qu'il rend responsable de la décadence et de l'abâtardissement des peuples. Il est nommé professeur d'histoire en 1941 à Posen et à Prague. Il est un des artisans de la planification du General Plan Ost c'est-à-dire de la complète réorganisation ethnique et démographique de l'Europe occupée. Il est intégré à Lviv le 30 juin 1941 au Sonderkommando 4a de l'Einsatzgruppe C dirigé par Otto Rasch. Il s'emploie en tant qu'expert des relations inter-ethniques à favoriser les expéditions punitives d'Ukrainiens contre les Juifs de Galicie.
Quelques semaines plus tard tombé malade il rentre à Berlin se soigner. À Prague il devient le conseiller-expert en germanisation et sociologie raciale de Karl Hermann Frank secrétaire d'état de Bohême-Moravie. Il y dirige un centre de recherches la Reinhard Heydrich Stiftung. Vers la fin de la guerre il réunit un groupe d'hommes politiques et d'industriels dans le but de proposer aux américains une paix séparée.